# Lilium nepalense
Lilium nepalense ist eine Art aus der Gattung der Lilien (Lilium) in der asiatischen Sektion innerhalb der Familie der Liliengewächse (Liliaceae).

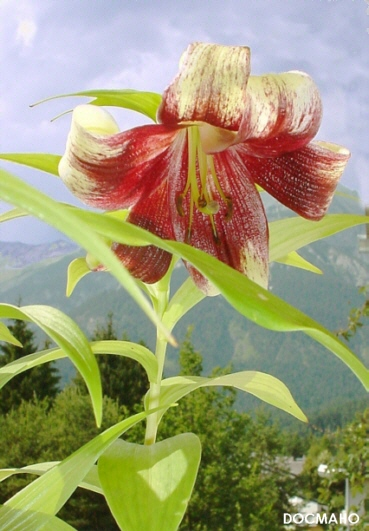
Lilium nepalense

## Beschreibung
Lilium nepalense erreicht eine Wuchshöhe von 40 cm bis 120 cm. Die Zwiebeln sind breit, rundlich und erreichen einen Durchmesser von etwa 2 cm, sie sind mit weißen, lanzettförmigen Schuppen überzogen und bilden Stolonen aus. Der Stängel ist papillös, die Laubblätter lanzettförmig, zwischen 5 cm und 10 cm lang und zwei bis drei cm breit. Sie sind klebrig, fünfnervig, am Rand papillös und um den Stängel verteilt.
Die Pflanze blüht von Juni bis Juli mit 1 bis 15 in einer einzelnen oder bis zu fünf in einer Rispe stehenden, nickenden, trompetenförmigen Blüten, die stark unangenehm nach Indol duften. Die zwittrigen Blüten sind dreizählig. Die sechs gleichgestalteten Blütenhüllblätter (Tepalen) sind rückwärtsgerollt und 6 cm bis 13 cm lang sowie zwischen 1,6 und 2 cm breit. Die Grundfarbe der Blüten ist blass grünlich oder limonengelb, selten orange-gelb, zum Schlund hin fast immer meist purpurn durchzogen. Die Antheren sind 8 mm bis 25 mm lang und braun mit braunen Pollen und die Filamente sind 5 cm bis 5,5 cm lang und klebrig. Die Nektarien sind glatt. Der Fruchtknoten (Ovar) ist zylindrisch, der Griffel vier bis fünf cm groß und das Stigma ist angeschwollen mit einem Durchmesser von etwa vier mm. Der Samen reift in Samenkapseln heran und keimt sofortig-epigäisch.
Die Chromosomenzahl beträgt 2n = 24.

## Verbreitung
Lilium nepalense braucht einen feuchten, lehmigen Boden, am besten mit einer beschatteten Basis und einem sonnigen Stand für die Blüten. Die Art findet sich häufig in Hecken, Mischwäldern oder Hängen in Höhenlagen zwischen 2600 m und 2900 m NN, selten auch bereits ab 2100 m NN.
Die Art ist wie der Name bereits verrät vor allem in ganz Nepal heimisch, sie findet sich aber auch in Bhutan, Nordindien, Myanmar und Sikkim, in der Volksrepublik China findet sie sich im Süden von Xizang und im Südosten und Westen von Yunnan.

## Taxonomie und Systematik
Lilium nepalense wurde 1821 von David Don in Memoirs of the Wernerian Natural History Society Band 3, Seite 412 erstbeschrieben.
Es gibt die drei Varietäten:
- Lilium nepalense var. nepalense
- Lilium nepalense var. concolor: Die Blüten sind einfarbig limonengelb, ohne purpurnen Schlund. Die Varietät ist vor allem in Assam verbreitet.
- Lilium nepalense var. robustum: Die Blüten sind smaragd-grün mit purpurnem Schlund und duften angenehm. Die Varietät ist in allen Details größer als die Nominatform.